# Birol Ünel
Birol Ünel (ur. 18 sierpnia 1961 w Silifke, zm. 3 września 2020 w Berlinie) – niemiecki aktor pochodzenia tureckiego. Jego imię Birol w języku tureckim oznacza „unikatowy”.

## Życiorys

### Wczesne lata
Urodził się w Silifke w Turcji. W 1968 wraz ze swoją rodziną przeniósł się do Brinkum, w pobliżu Bremy w Niemczech. Studiował aktorstwo w Wyższej Szkole Muzyki, Teatru i Mediów w Hanowerze.

### Kariera
Debiutował na scenie Berliner Tacheles, gdzie zagrał, a także wyreżyserował sztukę Caligula. Jego debiutem kinowym była rola w dramacie Pasażer – Witamy w Niemczech (Der Passagier – Welcome to Germany, 1988) u boku Tony’ego Curtisa i Gedeona Burkharda. Kreacja 40-letniego Cahita Tomruka, który po nieudanej próbie samobójczej ląduje w szpitalu psychiatrycznym w melodramacie Głową w mur (Gegen die Wand, 2004)  przyniosła mu nagrodę Deutscher Filmpreis, Europejską Nagrodę Filmową dla najlepszego aktora i na festiwalu filmowym w Norymberdze.

## Życie prywatne
18 sierpnia 2020, w dniu swoich urodzin, trafił do berlińskiego szpitala, gdzie zmarł 3 września 2020 w wieku 59 lat po przebytej chorobie na raka. Cierpiał także na alkoholizm.

## Filmografia

### Filmy fabularne
- 1988: Pasażer – Witamy w Niemczech (Der Passagier – Welcome to Germany) jako Baruch
- 2000: W lipcu (Im Juli.) jako Nestor Klubu
- 2001: Wróg u bram (Enemy at the Gates) jako Politruk
- 2003: Skradziony księżyc (Der Gestohlene Mond, TV) jako Nick
- 2004: Głową w mur (Gegen die Wand) jako Cahit Tomruk
- 2004: Król złodziei (König der Diebe) jako Birol
- 2006: Nieoszlifowana (Die Unerzogenen) jako Axel
- 2006: Transylwania (TranSylvania) jako Czangalo
- 2006: Valerie jako Jaro
- 2008: Dom śpiących królewien (Das Haus der Schlafenden Schönen) jako pan Gold
- 2009: Soul Kitchen jako Shayn Weiss
- 2011: Biała noc (Nuit blanche) jako Yilmaz
- 2011: Świerszcz (The Cricket, film krótkometrażowy) jako Pracownik
- 2013: Zanim spadnie śnieg (Før snøen faller) jako Grecki żołnierz

### Seriale TV
- 1988: Klaun jako Cosmo Nunnari
- 1996: Tatort (Miejsce zbrodni) jako Gürkan Agban
- 1998: Szymański (Schimanski) jako Pele
- 1998: Tatort (Miejsce zbrodni) jako Houari Al'Bakr
- 1998: Balko jako Achim Koch
- 1999: Tatort (Miejsce zbrodni) jako Rico Baumann
- 2002: Kobra – oddział specjalny (Alarm für Cobra 11) jako Harkan Bülent
- 2003: Tatort (Miejsce zbrodni) jako Henkel
- 2006: Balko jako Tobias Wölke